# 장신 (성보)

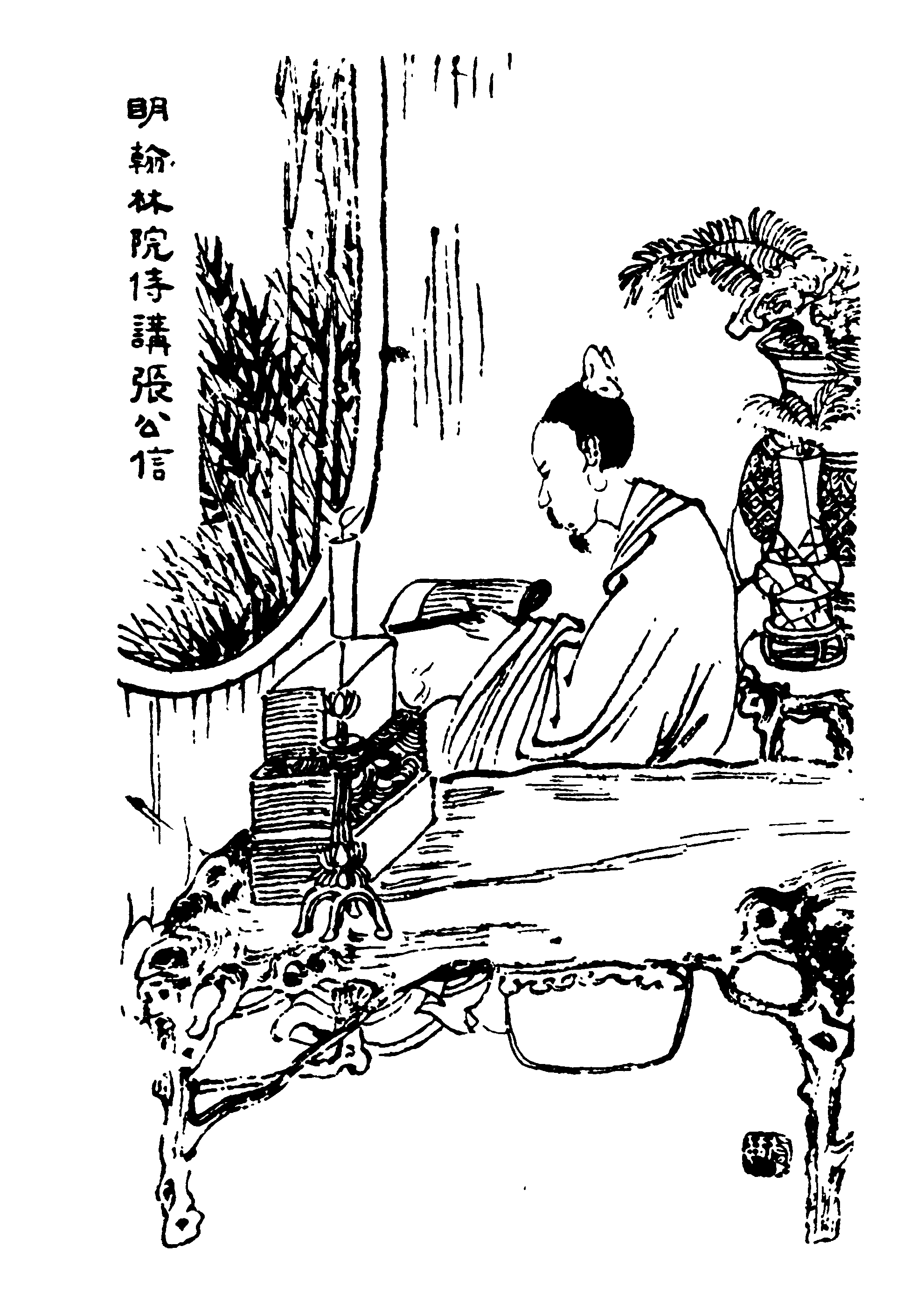
장신

장신(張信, 1373년 ~ 1397년)은 명나라 초기의 관료로, 자는 성보(誠甫)이며, 영파부 정해현 사람이다. 진사과에 장원으로 급제하여 한림원에서 여러 관직들을 지냈으나, 과거시험 급제자 건으로 촉발된 옥사에 연루되어 주살되었다(남북방안).